# Axyris amaranthoides
Axyris amaranthoides — вид трав'янистих рослин родини амарантові (Amaranthaceae). Батьківщиною рослини є Росія, Казахстан, Монголія, Китай, Японія, Корея; натуралізований вид у США, Канаді, Прибалтиці, Білорусі.

## Опис
Однорічна рослина. Стебла (5)30–90 см заввишки. Листові пластини блідо-зелені, (1)1.5–3 × 5–9(10) см. Сім'янки червоні або темно-коричневі, гетероморфні, зворотнояйцеподібні або овальні, 2.5–3 мм, з дистальним 2-дольним придатком. 2n = 18. Стебло майже від основи розгалужене або інколи просте, вкрите (як правило, за винятком нижньої частини) зірчасто розгалуженими волосками. Квітконосні стебла, які відходять від головного стовбура на значній відстані від основи безлисті й спрямовані косо вгору. Листки ланцетні або яйцеподібно-ланцетні, клиноподібно звужені до основи, загострені на верхівці, по краю суцільні або невиразно виїмчасті, знизу густо вкриті зірчасто розгалуженими буруватими волосками, зверху з поодинокими волосками. Нижні листки на черешках, які у 3–5 раз коротші за листові пластини; верхні листки дрібніші й майже сидячі, ланцетні або вузько-ланцетні. Тичинкові квіти у колосоподібних щільних або переривчастих суцвіттях на верхівках стебел і гілок; оцвітина трироздільна, із зовні волосистими частками ≈1 мм завдовжки. Маточкові квіти у піхвах листків; оцвітина трилисточкова, її сегменти тупі, оберненояйцеподібні, білувато-плівчасті, зовні довговолосисті, при плодах більші й сягають 2–2.5 мм завдовжки. 

## Поширення
Батьківщиною рослини є Росія, Казахстан, Монголія, Китай, Японія, Корея. Рослина натуралізована в країнах Балтії, Білорусі, на півдні Канади й у деяких північних щтатах США. Зростає як бур'ян на перелогах, біля житла, край доріг і полів, на схилах пагорбів і гір, у заплавах і на глинистих берегах рік.
В Україні зростає на землях НПП «Деснянсько-Старогутський», та на прилеглих територіях. За ступенем натуралізації вид треба віднести до колонофітів.